# 소프트웨어 시스템
소프트웨어 시스템(software system)은 컴퓨터 시스템의 일부(하드웨어와 소프트웨어의 조합)를 구성하는 소프트웨어를 기반으로 구성 요소를 상호 통신하는 시스템이다. 이는 여러 개별 프로그램, 이러한 프로그램을 설정하는 데 사용되는 구성 파일, 시스템 구조를 설명하는 시스템 문서, 시스템 사용 방법을 설명하는 사용자 문서로 구성된다.
"소프트웨어 시스템"이라는 용어는 "컴퓨터 프로그램" 및 "소프트웨어"라는 용어와 구별되어야 한다. 컴퓨터 프로그램이라는 용어는 일반적으로 특정 작업을 수행하는 일련의 명령(소스 또는 목적 코드)을 나타낸다. 그러나 소프트웨어 시스템은 일반적으로 사양, 테스트 결과, 최종 사용자 문서, 유지 관리 기록 등과 같은 더 많은 구성 요소를 포함하는 보다 포괄적인 개념을 나타낸다.
소프트웨어 시스템이라는 용어의 사용은 때때로 소프트웨어 공학의 맥락에서 체계 이론 접근법의 적용과 관련된다. 소프트웨어 시스템은 함께 작동하는 여러 개의 개별 컴퓨터 프로그램과 관련 구성 파일, 문서 등으로 구성된다. 이 개념은 소프트웨어의 주요 구성 요소와 상호 작용에 초점을 맞추기 때문에 크고 복잡한 소프트웨어 연구에 사용된다. 이는 소프트웨어 아키텍처 분야와도 관련이 있다.
소프트웨어 시스템은 특히 소프트웨어 엔지니어링과 일반적인 시스템 엔지니어링에 관심이 있는 그룹이 활발하게 연구하는 분야이다. 저널 오브 시스템즈 앤드 소프트웨어(Journal of Systems and Software, Elsevier에서 발행)와 같은 학술 저널은 이 주제를 다룬다.
ACM 소프트웨어 시스템 상(ACM Software System Award)은 "지속적인 영향력을 갖고 개념에 대한 기여, 상업적 수용 또는 두 가지 모두에 반영된 시스템을 개발한" 사람이나 조직에 수여되는 연례 상이다. 1983년부터 ACM(Association for Computing Machinery)이 이 상을 수여했으며, IBM이 후원하는 상금이 주어졌다. 두 가지 유형은 시스템 소프트웨어와 응용 소프트웨어이다.

## 같이 보기
- ACS 소프트웨어 시스템 어워드
- 다층 구조
- 컴퓨터 프로그램
- 인스톨레이션
- 소프트웨어 버그
- 소프트웨어 구조
- 시스템 소프트웨어
- 체계 이론
- 시스템 과학
- 시스템 공학
- 소프트웨어 공학